# Baugé-en-Anjou
Baugé-en-Anjou – gmina we Francji, w regionie Kraj Loary, w departamencie Maine i Loara. W 2013 roku populacja Baugé-en-Anjou wynosiła 6459 mieszkańców.
Gmina została utworzona 1 stycznia 2013 roku z połączenia pięciu wcześniejszych gmin: Baugé, Montpollin, Pontigné, Saint-Martin-d’Arcé oraz Le Vieil-Baugé. Siedzibą gminy została miejscowość Baugé. Następnie 1 stycznia 2016 roku połączono 10 wcześniejszych gmin: Baugé-en-Anjou, Bocé, Chartrené, Cheviré-le-Rouge, Clefs-Val d’Anjou, Cuon, Échemiré, Fougeré, Le Guédeniau oraz Saint-Quentin-lès-Beaurepaire. Siedzibą gminy została miejscowość Baugé-en-Anjou, a nowa gmina przyjęła jej nazwę.